# آرشاگوهی تئودیگ

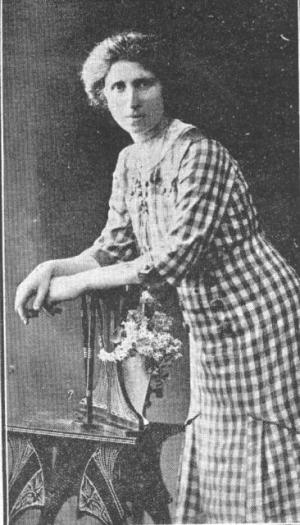

آرشاگوهی تئودیگ (ارمنی: Արշակուհի Թեոդիկ؛ زادهٔ ۱۸۷۵ – درگذشته ۱۹۲۲) نویسنده، نشر، آموزگار، ترجمه، مددکاری اجتماعی، و philanthropist اهل ارمنستان بود.

## زندگی‌نامه
آرشاگوهی تئوئیگ با نام اصلی آرشاگوهی چزوچیان در ناحیه اورتاکوی کنستانتینوپل به دنیا آمد. تحصیلات ابتدایی خویش را در سال ۱۸۹۵ در کالج نئونیان-وارتوهیان ناحیه ساماتیا فرا گرفت. وی به انگلستان سفر نمود و در دبیرستان وستلند در اسکاربرو به تحصیل پرداخت. پس از فارغ‌التحصیل از وستلند برای ادامه تحصیلاتش به پاریس نقل مکان نمود. به عنوان پژوهشگر لغات و معانی با دانشنامه فرانسوی-ارمنی G. Lusinyan همکاری نمود. در سال ۱۸۹۸ وی کنستانتینوپل بازگشت. وی فعالیت خویش را به عنوان نویسنده در روزنامه‌ها و نشریه‌های همچون «تساغیک»، «سورهانتاک»، «بیزانتیوم»، «ژاماناک» آغاز نمود. وی در سال ۱۹۰۲ وی با نویسنده و ناشر برجسته ارمنی تئودیگ ازدواج نمود. پس از دستگیری و متعاقبش تبعید همسرش به دیرالزور، آرشاگوهی تئودیگ به سختی بیمار شد. پس از آن آرشاکوهی تئودیگ به لوزان سوئیس فرستاده شد جایی که وی موفق تا سال ۱۹۲۲ به حیات ادامه دهد. نقل شده‌است آخرین جمله ای که ادا نموده‌است این بود که «تمامی ما قربانی هستیم» با اشاره به نسل‌کشی ارمنی‌ها